# Танаина (язык)
Танаина (англ. Tanaina), также известный как денаина (самоназвание — Denaʼina [dənʌʔɪnʌ] — «много людей») или кенайский язык, — вымирающий атабаскский язык, на котором говорит одноимённый народ, проживающий у залива Кука и на прилегающих территориях на юге штата Аляска.
Это географически уникальный язык Аляски, так как является единственным атабаскским языком, территория распространения которого граничит с морем. Водный путь Кник-Арм, у которого располагаются поселения танаина, на их языке называется Nuti («солёная вода»), этот же термин используется для названия залива Кука.

## Название
Самоназвание языка — Denaʼina Qenaga. Оно происходит от названия одноимённого народа, Denaʼina [dənʌʔɪnʌ] (транслитерация у Врангеля — тнайна), где dena — «человек», и ina — «много».

## История
Как и другие коренные языки Аляски, язык и культура народа танаина уничтожались американскими завоевателями. Большую роль в вытеснении танаина сыграло принудительное перемещение учащихся в школы-интернаты с английским языком обучения. В таких школах язык танаина находился под запретом; активиста Петра Калифорнского в третьем классе подобной школы избили палками в наказание за разговор на родном языке так сильно, что он не мог ходить три дня. Из-за всего всего этого выросшее поколение представителей народа часто стыдилось своего происхождения. 
Другой причиной резкого уменьшения носителей языка была эпидемия оспы в 1838—1839 годах, во время которой погибло около половины носителей языка, живших у реки Кенай.

## Современное положение

### Ареал и численность

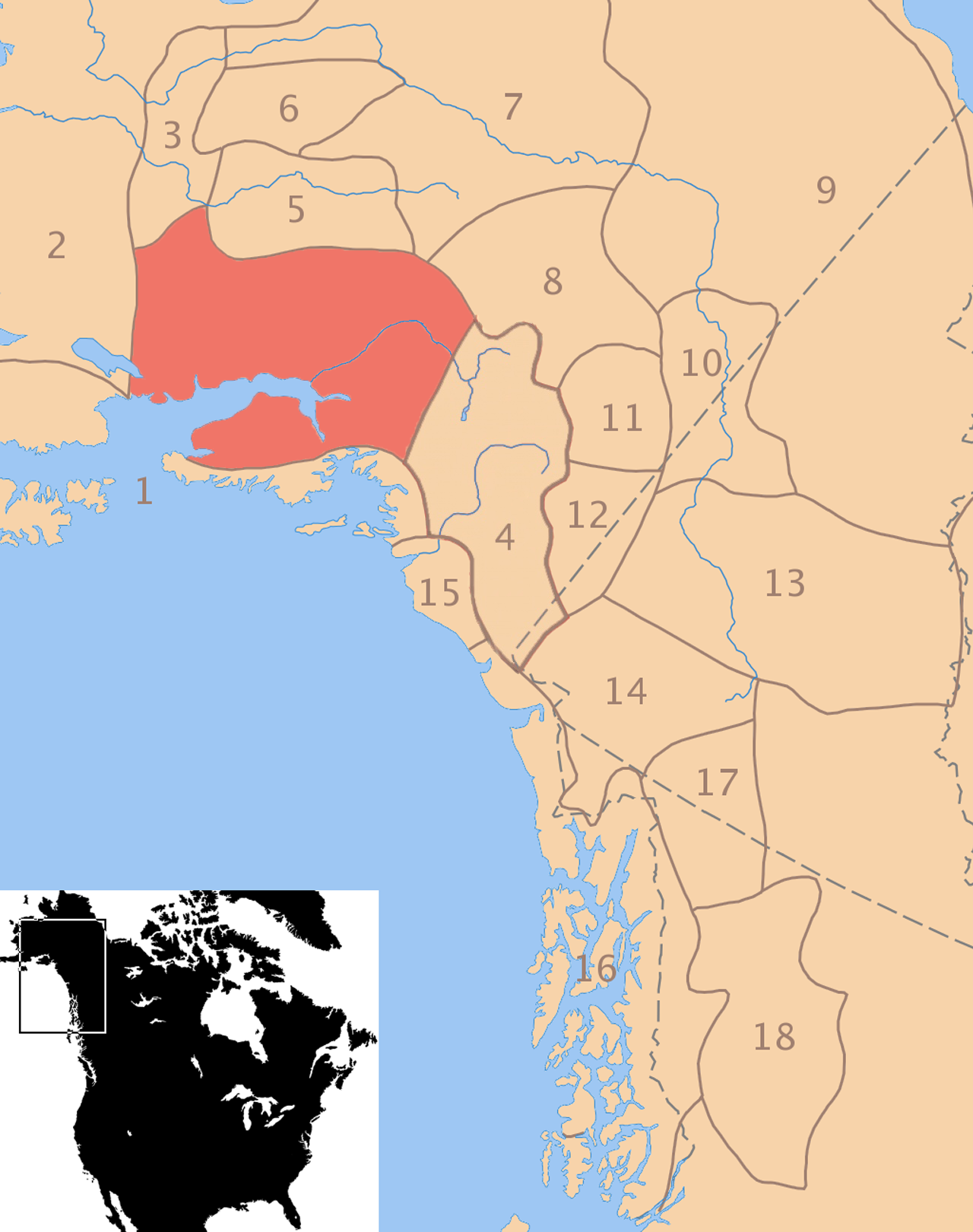
Территория распространения языка танаина выделена красным цветом.

По информации лингвиста Виктора Голлы, в 2007 году на языке танаина говорили 75 человек, при общей численности представителей народа в 900 человек. Такое же число назвал лингвист Майкл Краусс в 1997 году. 
По информации Центра родного языка Аляски, в 2007 году на языке говорило около 50 человек при численности народа в 1000 человек. Область использования языка очень ограничена, а единственные носители — старики.
По переписи населения 2000 года, на языке говорило 40 человек. По информации 2013 года доктора философии и эксперта в области индейских языков Северной Америки Роя Митчелла, на языке свободно говорило всего несколько десятков человек, все из них — старше 65 лет.  
Язык распространён на юге штата Аляска, на Кенайском полуострове у залива Кука, на прибрежных и внутренних регионах западного берега залива.

### Социолингвистические данные
Язык постепенно вытесняется английским. По данным 2007 года, его кенайский диалект почти вымер. На танаина говорят в основном лишь взрослые, свободно — лишь несколько десятков человек старше 65 лет.
Танаина не преподаётся в учебных заведениях на территориях расселения народа.

### Диалекты

Географическое расположение диалектов языка танаина

Диалекты, которые обычно выделяются внутри языка:
- верхнезаливный (англ. Upper Inlet; распространён севернее Анкориджа, в Кник, Суситна, Тёнек[англ.] и Эклутна[англ.]);
- внешнезаливный, или кенайский (англ. Outer Inlet, Kenai Peninsula; распространён в Кенай, Кустатан и Селдовия);
- внутренний (англ. Coastal-Inland, Inland; распространён в Лайм-Виллидж и Нондолтоне);
- илиамна, или стоуни (англ. Iliamna; распространён в Олд-Илиамна, Педро-Бей[англ.] и области у озера Илиамна).

Разница между этими диалектами, в основном, — в фонетике и лексике. Примеры приводятся в англо-танаина словаре, составленным Джеймсом Кари:
| Русский  | Верхнезаливный | Внешнезаливный | Внутренний | Илиамна  |
| -------- | -------------- | -------------- | ---------- | -------- |
| «лось»   | dnigi          | dnigi          | k’uhda’i   | k’uhda’i |
| «печь»   | gabin          | belda/gamin    | velida     | velida   |
| «тополь» | t’ghes         | eseni          | eseni      | eseni    |

Среди фонетических различий можно выделить произношение палатальных звуков в верхнезаливном диалекте вместо альвеолярных, а именно: [t͡ʃ] вместо [t͡s], [t͡ʃʰ] вместо [t͡sʰ], [t͡ʃʼ] вместо [t͡sʼ] и [ʃ] вместо [s]. Таким образом, в верхнезаливном диалекте одинаково произносятся, например, слова tsighu и chegh («волосы головы» и «плакать»), а также shan и san («лето» и «стоять»).
Между диалектами почти нет грамматических различий. Наиболее примечательное из них — притяжательный суффикс. Во внешнезаливном диалекте и илиамна притяжательный суффикс — -’a, а во верхнезаливном и внутреннем — -a. 
Несмотря на все различия, диалекты танаина взаимопонятны.

## Письменность
Алфавит на латинской основе для языка танаина был разработан Джеймсом Кари и Майклом Крауссом в начале 1970-х годов и состоит из 41 буквы, из них 12 диграфов и 3 триграфа. Он основан на алфавите для языка навахо, созданном в 1939 году Джоном Харрингтоном, Робертом Янгом, Уилльямом Морганом и Оливером ЛаФарге.
| ’     | A a   | B b   | Ch ch   | Ch’ ch’ | D d     | Dl dl |
| Dz dz | E e   | F f   | G g     | Gg gg   | Gh gh   | H h   |
| Ĥ ĥ   | I i   | J j   | K k     | K’ k’   | L l     | Ł ł   |
| M m   | N n   | Q q   | Q’ q’   | R r     | S s     | Sh sh |
| T t   | T’ t’ | Tl tl | Tl’ tl’ | Ts ts   | Ts’ ts’ | U u   |
| V v   | X x   | Y y   | Ŷ ŷ     | Z z     | Zh zh   |       |

Вместо ł иногда также используется обычная косая черта. ⟨c⟩ отдельно не встречается, только в диграфах и триграфах. ⟨ĥ⟩ иногда заменяется диграфом ⟨hh⟩. ⟨f⟩ и ⟨r⟩ используются только в заимствованных словах из русского языка.

## Лингвистическая характеристика

### Фонетика и фонология

#### Согласные
Согласные языка танаина:
|                      |                | Губные  | Зубные    | Зубные      | Альвеол.    | Палатальные | Велярные  | Увулярные | Глоттальные |
| обычные              | латеральные    | Губные  |           |             | Альвеол.    | Палатальные | Велярные  | Увулярные | Глоттальные |
| -------------------- | -------------- | ------- | --------- | ----------- | ----------- | ----------- | --------- | --------- | ----------- |
| Носовые              | Носовые        | ⟨m⟩ [m] | ⟨n⟩ [n]   |             |             |             |           |           |             |
| Взрывные и аффрикаты | обычные        | ⟨b⟩ [b] | ⟨d⟩ [t]   | ⟨dl⟩ [t͡ɬ]   | ⟨dz⟩ [t͡s]   | ⟨j⟩ [t͡ʃ]    | ⟨g⟩ [k]   | ⟨gg⟩ [q]  | ⟨’⟩ [ʔ]     |
| Взрывные и аффрикаты | придыхательные |         | ⟨t⟩ [tʰ]  | ⟨tl⟩ [t͡ɬʰ]  | ⟨ts⟩ [t͡sʰ]  | ⟨ch⟩ [t͡ʃʰ]  | ⟨k⟩ [kʰ]  | ⟨q⟩ [qʰ]  |             |
| Взрывные и аффрикаты | абруптивные    |         | ⟨t’⟩ [tʼ] | ⟨tl’⟩ [t͡ɬʼ] | ⟨ts’⟩ [t͡sʼ] | ⟨ch’⟩ [t͡ʃʼ] | ⟨k’⟩ [kʼ] | ⟨q’⟩ [qʼ] |             |
| Фрикативные          | глухие         | ⟨f⟩ [f] |           | ⟨ɬ⟩ [ɬ]     | ⟨s⟩ [s]     | ⟨sh⟩ [ʃ]    | ⟨x⟩ [x]   | ⟨h⟩ [χ]   | ⟨ĥ⟩ [h]     |
| Фрикативные          | звонкие        | ⟨v⟩ [v] |           | ⟨l⟩ [l]     | ⟨z⟩ [z]     | ⟨zh⟩ [ʒ]    | ⟨ŷ⟩ [ɣ]   | ⟨gh⟩ [ʁ]  |             |
| Аппроксиманты        | Аппроксиманты  |         |           |             | ⟨r⟩ [ɹ]     | ⟨y⟩ [j]     |           |           |             |

Фонемы [f] и [r] встречаются только в заимствованных словах из русского.

#### Гласные
В языке танаина 4 гласных звука:
|         | Передние | Средние | Задние  |
| ------- | -------- | ------- | ------- |
| Верхние | ⟨i⟩ [i]  |         | ⟨u⟩ [u] |
| Средние |          | ⟨e⟩ [ə] |         |
| Нижние  |          | ⟨a⟩ [a] |         |

После или перед увулярными звуками (то есть перед буквами ⟨gg⟩, ⟨q⟩, ⟨q’⟩, ⟨h⟩ и ⟨gh⟩), гласные [i], [u] и [ə] падают на нижний подъём. Это не касается звука [a], который и так находится на самой нижней позиции.

### Морфология

#### Существительное
В танаина с именами существительными не используются артикли. Кроме того, в языке необязательно использование аффиксов, обозначающих число. 
Для некоторых слов обязательно наличие неопределённой приставки k’-: например, корень -zet’- «печень» не используется сам по себе как отдельное слово, только как k’zet’ (буквально «чья-то печень»).  
Принадлежность обозначается приставками и, в зависимости от класса существительного, постфиксом.  

#### Глагол
В танаина различается три лица и три числа (единственное, двойственное, множественное), однако двойственное число выделяется не во всех глаголах. Различается также несколько видов глагола. Глаголы спрягаются при помощи приставок:
|        | Единств. ч. | Множеств. ч. |
| ------ | ----------- | ------------ |
| 1 лицо | eshlan/ełan | ch’ilan      |
| 2 лицо | inlan       | ehlan/ełan   |
| 3 лицо | nlan        | qilan        |

Часто основы инкорпорируются в глагольную форму и для обозначения субъекта и/или объекта не требуется отдельное слово. Например:
| На данаина | На русском  |
| ---------- | ----------- |
| gheshyuł   | «я хожу»    |
| ghinyuł    | «ты ходишь» |
| gheyuł     | «он ходит»  |

Некоторые глаголы могут иметь одинаковое значение, но разные корни в зависимости от обстоятельств: например, слово «лежать» выглядит по-разному в зависимости от класса субъекта; то же самое происходит с глаголом «находиться»: minłni zqun «здесь есть кружка воды» (класс субъекта — открытая ёмкость), kił ztan «здесь есть мальчик» (класс субъекта — одушевлённый объект), gech’ zdlu «здесь есть перчатки» (класс субъекта — двойственный объект).
Основа глагола — изменяемая морфема, в основном находящаяся в конце слова. Она изменяется по временам и числам: например, «кушать» в настоящем времени — qat, в будущем — qet’; «ходить» в настоящем времени единственном числе — yu, во множественном числе — dał.

#### Местоимение

##### Личные местоимения
В танаина нет отдельных слов для обозначения личных местоимений. В предложении местоимения выражаются в качестве приставок или инфиксов; (e)sh «я», (i)n «ты», (y)e «он(а)»:
| На данаина | На русском        |
| ---------- | ----------------- |
| gheshyuł   | «я хожу»          |
| ghinyuł    | «ты ходишь»       |
| gheyuł     | «он ходит»        |
| shghi'an   | «он видел меня»   |
| nghi'an    | «он видел тебя»   |
| yeghi'an   | «он видел его/её» |

##### Притяжательное местоимение
Притяжательные местоимения в танаина обозначаются приставками. Выделяется два типа существительных: те объекты, которые есть у каждого человека (например, родственники или части тела), и те, которые есть не у каждого. 
Приставки для существительных первого типа:
| Лицо, число    | На данаина | Пример   | Перевод       |
| -------------- | ---------- | -------- | ------------- |
| 1 лицо, ед. ч. | sh-        | shunkda  | «моя мама»    |
| 2 лицо, ед. ч. | n-         | nunkda   | «твоя мама»   |
| 3 лицо, ед. ч. | ve-/be-    | bunkda   | «его/её мама» |
| 1 лицо, мн. ч. | na-        | na’unkda | «наша мама»   |
| 2 лицо, мн. ч. | h-         | hunkda   | «ваша мама»   |
| 3 лицо, мн. ч. | qu-        | qunkda   | «их мама»     |

Кроме того, используются приставки k’e- «чья-то» (например k’unkda «чья-то мама»), de- «его/её собственный» (например, dunkda «его/её собственная мама»), deh- «их собственный» (например, dehunkda «их собственная мама»), nił- «друг друга» (например, nił’unkda «мама друг друга»).
К существительным второго типа добавляется такие же приставки и суффикс -a или -’a, если это уже не окончание существительного. При добавлении приставки sh- начальные согласные ⟨ł⟩, ⟨s⟩, ⟨sh⟩ и ⟨h⟩ переходят в ⟨l⟩, ⟨z⟩, ⟨zh⟩, or ⟨gh⟩, соответственно. Например:
| Лицо, число    | На данаина       | Перевод         |
| -------------- | ---------------- | --------------- |
| 1 лицо, ед. ч. | shlik’a          | «моя собака»    |
| 2 лицо, ед. ч. | nlik’a           | «твоя собака»   |
| 3 лицо, ед. ч. | velik’a/belik’a  | «его/её собака» |
| 1 лицо, мн. ч. | nalik’a          | «наша собака»   |
| 2 лицо, мн. ч. | (n)hlik’a        | «ваша собака»   |
| 3 лицо, мн. ч. | qevlik’a/qulik’a | «их собака»     |

### Лексика
Имя существительное часто образуется от глагола по общей схеме «то(т), кто + глагол».

### Синтаксис
Базовый порядок слов танаина — SOV (субъект — объект — сказуемое):
| John                   | chu   | nałtl’es         |
| Джон                   | бобёр | он-застрелил-это |
| «Джон застрелил бобра» |       |                  |

Порядок слов в денаина не играет большой роли. Часто слова инкорпорируются в глагольную форму. Так, например, слово nuntnghel’ił переводится на русский язык целым предложением:
| nuntnghel’ił                                       |
| nu-n-t-n-gh-sh-l-’ił                               |
| снова-ты-будущ-видеть-будущ-я-классиф-видеть/будущ |
| «Я увижу тебя снова»                               |

## История изучения и развития языка
Первый известный сборник слов на танаина был записан Уильямом Андерсоном в 1778 году во время путешествия капитана Кука. Другие записи были сделаны исследователями Юрием Лисянским в 1804 году, Фердинандом Врангелем в 1835 году, Петром Дорошиным в 1848 году и другими людьми.
Лингвистическое изучение языка танаина началось в 1970-х года Джеймсом Кари и Джоан Тененбаум. Тененбаум жила в танаинской деревне Нондальтон (англ. Nondalton) с 1973 по 1975 годы и в 1978 году опубликовала диссертацию с описанием грамматики языка (в частности, морфологии и семантики глаголов). В 1976 году Джоан также опубликовала четыре буклета с традиционными историями на танаина, которые были переизданы в 1984 году с иллюстрациями. В 1970-х годах Джеймсом Кари в результате полевой работы было написано 2600 страниц записок на 27 тетрадях.
Джеймсом Кари был составлен и издан в 2007 году англо-танаина тематический словарь. Неопубликованные словари Кари: «Словарь существительных кенайского диалекта танаина» (англ. Kenai Tanaina Noun Dictionary, Preliminary Version) 1974 года; «Словарь атабаскского языка танаина» 1994 года.
Национальный парк озера Кларк (англ. Lake Clark National Park) занимается сбором аудио-записей языка танаина, при помощи Центра родного языка Аляски и Джеймса Кари. На 2004 год было конвертировано более 350 записей.
Писатель и этнограф Пётр Калифорнский писал традиционные рассказы, стихи и уроки языка на кенайском диалекте танаина. Он также написал оригинальные произведения на танаина, в том числе ряд автобиографических. В 1991 году была опубликована книга «A Denaʼina Legacy — Kʼtlʼeghʼi Sukdu: The Collected Writings of Peter Kalifornsky», содержащая 147 двуязычных танаина-английских произведений. Выходили сборники и других писателей, в том числе Альберта Уоссилли и Уолтера Джонсона.
Благодаря двум федеральным грантам в начале 2010-х годов была проведена серия трёхдневных семинаров в Анкоридже и Кенае. В ходе обсуждений между преподавателями, несколькими носителями языка и тремя лингвистами, было предложено создать аудио-видео-курс языка танаина с диалогами о погоде, семье, распорядке дня и традиционных занятиях народа танаина. Над курсом работали как свободно владеющие языком старики, так и учащиеся продвинутого уровня (от подросткового возраста до сорока лет), под редакцией Центра арктических исследований Смитсоновского института.

### Комментарии
1. 1 2  Не встречается в An introduction to Dena’ina grammar[23]
2. ↑  eshlan во внутреннем диалекте, ełan во внешнезаливном диалекте
3. ↑  ehlan во внутреннем диалекте, ełan во внешнезаливном диалекте
4. ↑  Перед y, sh- переходит в s-, например syes «моя кожа»[30]
5. ↑  ve- во внутреннем диалекте, be- во внешнезаливном диалекте
6. ↑  velik’a во внутреннем диалекте, belik’a во внешнезаливном диалекте